# Percy Eaglehurst
Percy Eaglehurst Ramos, más conocido por su seudónimo Percy (Antofagasta, 2 de noviembre de 1922-Santiago de Chile, 11 de julio de 2013), fue un dibujante y caricaturista chileno, creador de personajes como Pepe Antártico. Fue Premio Nacional de Periodismo de Chile en 1969.

## Biografía

Entrevista Percy

Desde pequeño se destacó por dibujos y caricaturas, siendo alumno y luego profesor del Instituto Nacional, en cuyo Boletín están los primeros dibujos escolares. Hijo de un ingeniero inglés, comenzó estudiando Construcción Civil, luego Publicidad y después dibujo; finalmente se tituló de profesor de artes plásticas en la Universidad Técnica del Estado (hoy USACH).
Siendo estudiante universitario, dibujaba para el diario Última Hora de Santiago cuando le pidieron diseñar un personaje chileno «que no [fuera] ni huaso ni roto», creando a Pepe Antártico, tira cómica que desde el 29 de abril de 1947 se ha publicado sin interrupciones durante décadas en distintos diarios.
Percy publicó sus historietas en los diarios Última Hora, Las Noticias Gráficas, La Tercera y La Cuarta. Las historietas de Pepe Antártico se han traducido al alemán, finlandés, francés, inglés, italiano, portugués y rumano, estimándose en casi 23 000 diferentes tiras publicadas.
Percy falleció el 11 de julio de 2013 a la edad de 90 años.

## Premios y reconocimientos
- Primer premio en el Concurso Teatral (1958).[4]
- Premio Nacional de Periodismo, mención dibujo (1969).[5]
- Premio Nacional de Tránsito (1980).[6]
- Profesor Honorario de la Universidad de Alcalá de Henares (2007).[7]
- Hijo Ilustre de Antofagasta (2014).[8]

En noviembre de 2007, en el marco del 5° "Día Nacional de la Historieta", se premió a Percy y otros dibujantes y guionistas, editándose un anuario dedicado a la historieta picaresca chilena.